# Чейф, Уоллес
Уоллес Чейф (англ. Wallace Chafe, 3 сентября 1927, Кембридж, Массачусетс — 3 февраля 2019) — американский лингвист, исследователь индейских языков (в частности, сенека), представитель когнитивной лингвистики.

## Биография
Окончил Йельский университет (докторская степень — 1958), работал в Калифорнийском университете в Беркли (1962—1986) и в КУ в Санта-Барбаре (1986—1991, с 1991 professor emeritus).
Был женат на лингвисте Марианне Митун, специалисте по индейским языкам и лингвистической типологии.

## Направления исследований
Чейф придерживался когнитивного подхода к языку, считал семантику основным компонентом языка и критиковал порождающую грамматику Ноама Хомского. Труды по языкам коренного населения Америки (преимущественно ирокезским и каддоанским), теории дискурса, отражению в языке эпистемической категории эвиденциальности (сборник под ред. Чейфа и Джоанны Николс, 1986), просодии. Чейф также занимался вопросами на грани языка и внеязыковой действительности (язык и эмоция, язык и музыка, психология и семиотика смеха).

### Основные работы
- 1962. «Phonetics, semantics, and language». Language 38.335-344.
- 1967. Seneca Morphology and Dictionary. Smithsonian Contributions to Anthropology, vol. 4. Washington: Smithsonian Institution.
- 1968. «Idiomaticity as an Anomaly in the Chomskyan Paradigm». Foundations of Language 4.109-127.
- 1970. Meaning and the Structure of Language. Chicago: The University of Chicago Press.
- 1970. A Semantically Based Sketch of Onondaga. International Journal of American Linguistics, Memoir 25 (Supplement to vol. 36, no. 2).
- 1976. «Givenness, contrastiveness, definiteness, subjects, topics, and point of view». In Li 1976, 25-55.
- 1980. The Pear Stories: Cognitive, Cultural, and Linguistic Aspects of Narrative Production. Norwood, NJ: Ablex.
- 1988. «Linking Intonation Units in Spoken English». In Haiman and Thompson 1988, 1-27.
- 1994. Discourse, Consciousness, and Time: The Flow and Displacement of Conscious Experience in Speaking and Writing. Chicago: The University of Chicago Press.
- 1996. «Beyond Beads on a String and Branches in a Tree». Conceptual Structure, Discourse, and Language ed. by Adele Goldberg, 49-65. Stanford: Center for the Study of Language and Information.
- 2000. «The Interplay of Prosodic and Segmental Sounds in the Expression of Thoughts». Proceedings of the 23rd Annual Meeting of the Berkeley Linguistics Society, 1997, 389—401.
- 2000. «Loci of Diversity and Convergence in Thought and Language». Explorations in Linguistic Relativity ed. by Martin Pütz and Marjolijn H. Verspoor, 101—123. Amsterdam/Philadelphia: John Benjamins.

#### Переводы на русский язык
- Чейф У. Л. Значение и структура языка. Пер. с англ. Г. С. Щура, послесл. С. Д. Кацнельсона. — (Языковеды мира) — М.: Прогресс, 1975. (Переиздания: М.: Едиториал УРСС, 2003; 2009.)
- Чейф У. Данное, контрастивность, определённость, подлежащее, топики и точка зрения // Новое в зарубежной лингвистике. Вып. XI. М.: Прогресс, 1982.
- Чейф У. Л. Память и вербализация прошлого опыта // Новое в зарубежной лингвистике. Вып. XII. М.: Прогресс, 1983.